# Круглик (Миргородський район)
Кру́глик — село, Шахворостівська сільська рада, Миргородський район, Полтавська область, Україна.
Село ліквідоване 1990 року.

## Географія
Село Круглик розташоване за 1,5 км від села Шахворостівка. Поруч проходить автомобільна дорога Р42.
Село вказано на трьохверстівці Полтавської області. Військово-топографічна карта 1869 року як хутір без назви.

## Історія
- 1990 — село ліквідоване[1].